# Ford Thames 400E
Le Ford Thames 400E est un fourgon produit par Ford de 1957 à 1965. Il était également disponible en minibus et en pick-up. Il fut remplacé par le Ford Transit en 1965.

## Histoire
Au milieu des années 1950, Ford était loin derrière la concurrence sur le marché des véhicules utilitaires légers. Le modèle encore proposé jusqu'en 1957 était le fidèle mais archaïque Fordson E83W, sortie en 1938. Des études ont donc été faites sur la concurrence dans ce secteur, avec les modèles Morris Commercial avec charge utile de 508 kg et 762 kg/1 tonne, de conception d'avant-guerre; Austin de 508 kg, et plus tard de 1,2 tonne, de charge utile ; fourgon Trojan de 762 kg de charge utile et le modèle Bedford de 508/609 kg de charge utile tous soumis à un examen minutieux.

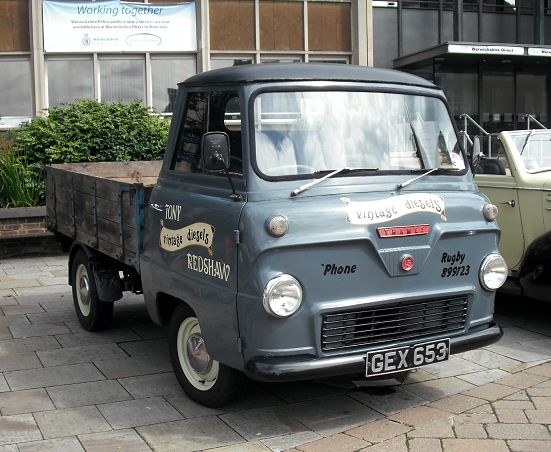
Ford Thames 400E Pick-Up.

Prenant l'exemple de la société mère américaine, une nouvelle gamme avec 508/609/762 kg de charge utile a donc été décidée, du type à cabine sur moteur, tous basés sur le même châssis «stabilisateur ». En ce qui concerne ce « châssis stabilisateur », les variantes cabine et châssis pare-vent (décrits par la suite comme « ouvert ») différaient des modèles fourgonnette, break et bus express (décrits par la suite comme « fermé ») par l'ajout d'une traverse arrière supplémentaire pour supporter le support de roue de secours et pour fermer les extrémités arrière des cornes de châssis. Sur les modèles "fermé", la nature de la carrosserie arrière signifiait que la traverse arrière pouvait être omise pour cet effet.
Une autre différence subtile entre les modèles « ouvert » et les modèles « fermé » était la méthode de fixation de la carrosserie au châssis.
Sur les modèles ouvert, les stabilisateurs du châssis arrière ont été conçus pour accepter la carrosserie du client, soit fixée par des taquets soudés, soit directement boulonnée. Cette carrosserie, qu'il s'agisse d'une camionnette ou d'une ambulance, ajoute généralement une stabilité supplémentaire au châssis arrière, mais ne doit pas être considérée comme essentielle car la conception du châssis est conçue de manière à être suffisamment solide sans. Pour faciliter la conversion, les modèles «ouvert» avaient une carrosserie de cabine boulonnée au châssis et pouvant donc être facilement retirée pendant le processus de conversion, offrant un meilleur accès au châssis en dessous.
Sur les modèles «fermé», cette flexibilité de conversion n'a pas été jugée nécessaire, car les clients achetant un véhicule de type fourgon fermé n'auraient probablement pas besoin d'accéder au châssis de la même manière que les acheteurs d'un fourgon «ouvert». Plus vraisemblablement, la modification de la carrosserie entreprise par les acheteurs d'un fourgon «fermé» constituerait la suppression des panneaux de toit pour les sections élévatrices ou l'ajout de fenêtres comme on peut le voir dans de nombreuses conversions en camping-cars par exemple. En conséquence, il a été décidé que la carrosserie en acier et les sections de la cabine pourraient être directement soudées au châssis à des endroits principaux pour faciliter la construction et par conséquent ajouter une stabilité supplémentaire au châssis d'une manière similaire à celle d'un carrossier convertissant un modèle «ouvert». Il convient de souligner que cette carrosserie soudée n'était pas essentielle pour maintenir des niveaux acceptables de résistance à la torsion du châssis, la conception du châssis des modèles « fermé » ne doit pas être considérée comme «unitaire» pour cette raison. La définition correcte dans ce cas est un "châssis séparé renforcé par la carrosserie".
Un empattement 2 100 mm a été choisi, sur lequel a été logé une fourgonnette d'une capacité de 5,1 m3, Après quelques discussions, la suspension avant indépendante a été approuvée, mais pas du type à jambes de force MacPherson que Dagenham avait mis au point dans les applications de voitures de tourisme monocoques pour lesquelles elle avait été spécialement conçue en premier lieu. Ce système a été envisagé, mais son inclusion dans le fourgon à cabine au-dessus du moteur et à entrée avant aurait, principalement en raison de la hauteur des jambes de force, imposé de sérieuses restrictions sur la conception de la cabine, en particulier en ce qui concerne l'entrée. Au lieu de cela, un système de ressorts hélicoïdaux et de triangles transversaux a été convenu.
Le moteur et la transmission idéaux existaient parmi la gamme de voitures de tourisme de Dagenham, il s'agissait du moteur OHV de 1 703 cm3 de la Consul, avec sa boîte de vitesses à trois vitesses associée avec synchronisation entre les deux rapports supérieurs et mécanisme de changement de vitesse sur colonne, et le différentiel à deux pignons trois quarts de la transmission finale flottante. La version à basse compression (6,9:1) de ce moteur, développant 53 ch à 4 400 tr/min a été choisie, la culasse standard à haute compression (7,8:1) de la Consul étant optionnelle sur le nouveau fourgon, Une autre option devait être le moteur diesel Perkins 4/99, il s'agissait d'un moteur quatre cylindres de 1,6 litre produisant seulement 42 ch, donc quelque peu marginal du point de vue des performances mais offrant des économies à long terme et utiles par rapport au moteur essence.
À partir de janvier 1963, une version améliorée du moteur de 1 703 cm3 a été introduite pour la gamme, augmentée à 55 ch (41 kW) sous la forme à basse compression, tandis que pour les utilisateurs d'essence premium, une tête à haute compression a été proposée, ce qui a donné à cette unité quatre cylindres de la Zephyr une puissance de 58 ch. Une boîte de vitesses entièrement synchronisée à quatre vitesses était également disponible à partir de cette époque, et si elle était installée, un essieu arrière robuste avec un différentiel à quatre pignons était spécifié.
La production a commencé en septembre 1957, le modèle étant annoncé comme la gamme Thames 400E. Une plaque signalétique Thames audacieuse est apparue sur le devant, sous laquelle se trouvait un emblème circulaire contenant le chiffre approprié identifiant la catégorie de charge utile du véhicule. Le nouveau modèle a rapidement rencontré une large approbation, et l'utilisation pour transport de passagers a rapidement été prise en charge avec la disponibilité d'un dérivé break de 8/10 places et d'un minibus de 12 places basé sur le modèle avec 762 kg de charge utile. Le succès de la variante break a été tel qu'il est devenu plus tard disponible dans une configuration Deluxe, avec des butées chromées pour son pare-chocs avant, moulures latérales et garnitures de fenêtre chromées et deux rétroviseurs extérieurs.
En mars 1965, lorsque les camions D-Series ont été introduits, tous les modèles de véhicules utilitaires ont pris le nom de Ford, de sorte que le 400E est ensuite apparu avec une plaque signalétique Ford sur le panneau avant. La gamme n'a pas perduré très longtemps sous cette forme, les derniers modèles étant construits en août 1965 en attendant l'introduction d'une nouvelle gamme de fourgons qui avaient été testés et développés depuis environ 1963 sous le nom de code Redcap.

## Carrosseries spéciales
En peu de temps seulement, une grande variété de carrosseries spéciales était disponible auprès de fournisseurs extérieurs, l'approbation de Ford étant confirmée dans de nombreux cas par leur inclusion dans les brochures officielles sur papier glacé de la Ford Motor Company. Boutiques mobiles, flottes pour la distribution de lait, ambulances, camions à plate-forme plate avec générateurs ou compresseurs, fourgons et les populaires pick-ups sont tous apparus.
D'autres carrosseries spéciales ornaient les pages du catalogue de la gamme 400E, dont les pick-ups à tour, fourgons de type "luton" et un camion plat inhabituel avec un compresseur d'air. Appelé Powertruc, il ne s'agissait pas d'un camion à compresseur d'air ordinaire, car il présentait une conception dans laquelle le moteur du compresseur propulsait également le véhicule depuis sa position à l'arrière de la cabine. Le nom Powertruc est apparu à l'avant à la place de la plaque signalétique Thames habituelle.
En 1961, le pick-up était devenu si populaire qu'il était disponible en tant que modèle standard, étant catalogué avec le châssis/cabine, la fourgonnette et le break 12 places, mais Walkers of Watford produisait son propre style de pick-up particulier, qui pouvait être reconnu par sa section de benne substantielle sur les côtés par rapport aux côtés affleurants du pick-up standard de Ford. Une petite benne basculante avec un engrenage à vis était également répertoriée, tout comme un camion à ridelles standard. Plusieurs styles de carrosserie de fourgon étaient proposés, comme une carrosserie de fourgon de 8,5 m3, une fourgonnette de 8,9 m3 et un camion de déménagement avec cabine intégrée offrant une capacité de 11,8 m3 ou avec une cabine d'usine de 11 m3. Une flotte pour la distribution de lait a également été répertorié, tout comme un style de carrosserie appelé pick-up à verrière. Il s'agissait d'une conversion de la fourgonnette standard, mais avec le toit et les côtés jusqu'à la ceinture de caisse retirés à partir d'un point situé à mi-chemin vers l'arrière. Les portes arrière ont également été supprimées et le hayon rabattable a été remplacé, tandis qu'une cloison a été mise en place derrière la zone de la cabine avec un siège basculant construit sur cette cloison. L'Eagle Engineering Company de Warwick a produit de petits équipements pour le 400E break à tour, tandis que Tuke & Bell Ltd a fourni un petit camion poubelle spécial avec couvercle coulissant, adapté aux ruelles étroites ou aux zones piétonnes.

## Versions avec conduite à gauche
Les modèles 400E avec conduite à gauche étaient disponibles dès le début, assurant ainsi des ventes saines à l'étranger, l'un des nombreux pays européens prenant la fourgonnette 400E étant le Danemark où la Ford Motor Company possédait une usine d'assemblage. Le personnel de vente de Ford Danemark a demandé l'autorisation de la Grande-Bretagne pour commercialiser une version châssis-cabine à empattement accru du 400E et avec un moteur six cylindres (provenant de la Zephyr) en option, pour répondre à des demandes locales spécifiques, et un ingénieur en chef des camions de Rainham s'est rendu à l'usine Ford de Copenhague pour étudier la possibilité. L'approbation du ministère danois des Transports était également nécessaire et tous les tests ont été effectués en son nom dans les laboratoires de l'Université du Danemark. Des précautions appropriées ont été prises pour allonger le cadre du châssis, et après que l'arbre de transmission rallongé ait subi avec succès des tests qui auraient révélé des défauts tels que des vibrations dues au faux-rond ou des vitesses de rotation critiques (résonantes), la conversion a reçu l'approbation du ministère danois et de l'ingénieur en chef des camions de Ford Royaume-Uni.

## Modèles 400E avec 508/609 et762kgde charge utile
Depuis l'époque des premiers Model T camions, la Ford Motor Company a toujours eu un véhicule dans la catégorie populaire des véhicules utilitaires avec 508/762 kg/1 tonne de charge utile, bien qu'avec le modèle de contrôle normal rapide de 762 kg de charge utile de 1939 abandonné environ un an plus tard, seul le fourgon E83W avec 508 kg de charge utile était disponible immédiatement après la guerre, alors que Morris avait leur modèle Y de 508 kg de charge utile et le PV de 762 kg/1 tonne, les deux conceptions datant d'avant-guerre. Commer a conservé son fourgon de 406 kg de charge utile, qui a été mis à jour en 1947, ainsi que le plus gros fourgon de 1,2 tonne de charge utile, tandis qu'Austin a produit un fourgon de 508 kg de charge utile, puis a réduit l'écart avec leurs plus gros camions en introduisant le « 3 way » de 1,2 tonne de charge utile en 1947. Trojan était également présent avec son fourgon de 762 kg de charge utile, tandis que Bedford avait le PCV de 508/609 kg de charge utile et le K de 1,5 tonne de charge utile, il y avait donc beaucoup de variété dans ce secteur particulièrement lucratif du marché.
À certains égards, la zone de charge utile de 762 kg/1/1,2 tonne était un peu un no man's land. Les plus petites fourgonnettes de 254 kg, 406 kg et 508 kg de charge utile étaient généralement basées sur des voitures, tandis que les plus gros véhicules à charge utile de 1,5 tonne, 2 tonnes et plus étaient conçus comme des camions avec peu ou pas de relation avec leurs voitures particulières cousines. Entre les deux se trouve la zone « grise », où les véhicules nécessitent un cadre plus grand, des ressorts plus grand, etc. pour porter plus de poids que les grandes berlines de l'époque, mais ils peuvent souffrir d'un poids à vide (et d'une taxe) élevé si les châssis et les essieux plus costauds des vrais camions sont utilisés.
Dans le passé, il y avait plusieurs concurrents dans ce domaine, Ford, par exemple, offrant un choix de pas moins de trois moteurs différents pour leur fourgon de 762 kg de charge utile de 1939, 22 ch, 24 ch et 30 ch. Ce sont quelques-uns des véhicules choisis pour tracter des pompes à incendie sur remorque au début de la guerre, sans doute en raison de leur potentiel de performance en situation d'urgence.
Un autre type de fourgon assez spécial avait été utilisé par certains distributeurs de journaux, qui avaient besoin d'un véhicule avec environ 5,7 m3 de charge utile, mais avec les performances d'une voiture de sport. Le Ford de 762 kg de charge utile était utilisé pour ce type d'opération avant la guerre, tout comme les Chrysler et Dodge de capacité similaire. Des châssis de grosses voitures ont également été mis en service, les Humber Hawk et Snipe étant dans cette catégorie, tandis qu'à leur disparition, le châssis des Austin FX3 taxi a servi de base à ces fourgonnettes. L'entrée de Ford dans ce domaine était la Pilot, un dérivé de conception d'après-guerre de l'une de leurs berlines V8 populaires d'avant-guerre. Le châssis de ce modèle était disponible pour la carrosserie spécialisée, et un certain nombre d'entre eux sont apparus sous forme de camionnettes et de pick-ups de grande puissance, dont beaucoup étaient destinés à l'exportation. Cependant, en raison de son espace de chargement minimal en tant que véhicule à capot, la Pilot n'était pas très vendable pour les utilisateurs de fourgonnettes, un inconvénient également partagé par la fourgonnette et le pick-up Standard Vanguard de configuration similaire et l'Austin A70 Hampshire.
Le marché avait besoin d'un fourgon d'une capacité de 508/762 kg/1 tonne, mais construit avec un espace confiné, dont la plus grande partie de la carrosserie consacrée à la zone de transport. Cela empêchait la disposition d'un capot, à moins qu'il ne soit d'une avancée minimale. La réponse de Ford au problème est venue en 1957, lorsque les modèles 400E de 508/609 et 762 kg de charge utile ont été annoncés. D'un seul coup, Ford avait produit une camionnette qui était belle, spacieuse, pratique et particulièrement agile. En utilisant le moteur de la Consul best-seller, le fourgon était assuré d'une performance vivante, et en montant le moteur bas dans le cadre entre les roues avant, il était possible pour le conducteur de glisser sur le capot du moteur si une sortie latérale était demandée.
Certains utilisateurs ont critiqué l'utilisation de portes battantes, estimant que des portes coulissantes seraient plus utiles pour des sorties rapides ou dans des endroits confinés, mais d'autres n'ont pas tardé à pointer les inconvénients de ce type de porte. Avec un fourgon à panneaux plats, les portes coulissantes sont acceptables, mais le 400E a été conçu pour avoir accès à la carrosserie via une porte latérale en plus des doubles portes arrière. Il a également été produit en tant que châssis/cabine pour pick-up ou autre style de carrosserie spéciale, empêchant ainsi l'utilisation de portes coulissantes, et quiconque en a fait l'expérience sait qu'elles ont une bénédiction mitigée lorsqu'il s'agit de les réparer.
Alors que l'ancien E83W était une petite fourgonnette standard et stable qui, en 1957, était mûr pour être remplacé, la nouvelle fourgonnette était destinée à devenir deux fois plus populaire que son prédécesseur. Il est rapidement repris par toutes sortes d'utilisateurs et s'est taillé une place particulière dans le monde des transports.
Le modèle était disponible en tant que fourgon intégral entièrement en acier avec portes battantes pour la cabine et une paire de portes battantes à l'arrière; une porte à charnières supplémentaire sur le côté droit était un supplément facultatif. Il était disponible avec deux charges utiles de 508/609 kg et 762 kg. La deuxième carrosserie standard était le break de 8/10 places, qui avait trois fenêtres de chaque côté derrière la section de la cabine, l'une d'entre elles se trouvant dans la porte latérale standard avec marchepied repliable automatiquement pour une entrée facile. Pour le montage de carrosseries spéciales, le 400E était disponible sous forme de châssis uniquement, de châssis/auvent et de châssis/cabine.
Peu de temps après, une variante à 12 places du break est apparue, cette fois avec des sièges longitudinaux et une marche fixe à l'arrière. Dans la littérature contemporaine, ce modèle était appelé «autobus 12 places», et le précédent modèle à siège transversal n'était pas représenté, bien qu'il figurait toujours dans la liste des prix.
Dans les premiers catalogues de la gamme, une version de luxe du break de 762 kg de charge utile était présentée avec des pare-chocs chromés sur les pare-chocs avant, moulures extérieures chromées, garnitures de fenêtre chromées et une palette de couleurs deux tons. Deux rétroviseurs extérieurs ont été installés ainsi que des garnitures et des accessoires intérieurs plus luxueux. Que ce soit en raison du taux plus élevé de la taxe d'achat qui était en vigueur à l'époque, ou pour une autre raison, très peu de voitures familiales de luxe semblent avoir été vendues en Grande-Bretagne. En fait, il ne fallut pas longtemps avant que le break soit abandonné au profit du bus de 12 places de plus grande capacité, celui-ci étant répertorié à partir de septembre 1958. Ce bus de 12 places n'était pas assujetti à la taxe d'achat, le gouvernement supposant et pensant probablement que personne n'achèterait un bus de 12 places à la place d'une voiture particulière.
Comme avec l'ancien fourgon de 508 kg de charge utile, la nouvelle gamme 400E a trouvé beaucoup de place pour la carrosserie spéciale. Bien que le pick-up "officiel" n'ait été catalogué qu'en février 1961, d'autres avaient été construits sur commande par des carrossiers individuels, ainsi que des bennes, fourgons hauts, etc. Une transformation a été réalisée par Normand pour des camionnettes isothermes, spécialement pour la livraison de crème glacée. De loin, la camionnette pouvait être considérée, à première vue, comme une camionnette de 762 kg de charge utile de production standard, bien qu'à courte distance, la forme n'était pas exactement la même que la carrosserie de Ford. Une inspection plus approfondie révèle que la carrosserie est en fait fortement isolée et que la porte latérale de la cabine est munie de persiennes pour assurer la ventilation de l'équipement de réfrigération transporté dans la partie latérale du compartiment de la cabine. Le moteur diesel Perkins 4/99 était également disponible à partir de février 1961 pour ceux qui choisissaient l'économie avant la performance. Récemment, une photographie des années 1960 est apparue dans un grand magazine britannique de véhicules d'époque qui montre un tracteur Fordson équipé d'une cabine de 400E. On ne sait pas s'il s'agissait d'une cabine de sécurité pour tracteur unique fabriqué par un amateur ou d'une transformation proposée au secteur agricole à l'époque par un carrossier professionnel.

## Versions autobus
En plus de fabriquer le bus de 12 places, Martin Walter a produit une autre version appelée Farmer's Model Utilabrake, qui avait deux sièges rembourrés à l'avant, mais des sièges à lattes en bois brut disposés le long des côtés de la partie arrière de la carrosserie. Pour un peu de confort, des dossiers en pvc ont été fournis pour les sièges longitudinaux, contrairement à l'autre bus de 12 places de Work, qui était conçu pour un usage rude et n'avait pas ce confort pour ses occupants.
D'autres conversions intéressantes du modèle de 762 kg de charge utile étaient les modèles spéciaux PSV qui ont été produits par Martin Walter et Kenex. Le modèle de Martin Walter était l'Utilabus PSV, qui pouvait être obtenu avec des portes latérales et arrière ou simplement une porte arrière uniquement. Pour se conformer à la réglementation en vigueur, il disposait d'un panneau de toit surélevé en plastique renforcé afin d'obtenir la hauteur sous plafond requise. Des barres d'appui verticales étaient prévues à l'arrière et les sièges avaient l'espacement nécessaire.
La société Kenex proposait deux modèles conformes à la réglementation en vigueur, le Kenebus de 12 places et le Kenecoach pour 11 passagers. Le Kenebus avait des sièges longitudinaux et un séparateur de type barre pour le compartiment du conducteur, tandis que le Kenecoach utilisait des sièges transversaux et avait un séparateur à panneaux pour empêcher les passagers de déranger le conducteur. Kenex a également proposé sa propre version de l'autobus léger ordinaire de 12 places, sans certificat d'aptitude, à savoir le Kenebrake s'il est fourni avec des sièges rembourrés, ou le Yeoman s'il est équipé de sièges à lattes en bois.

## Transformations en camping-cars
La camionnette Thames a également contribué à aider les caravanes ou les camping-cars motorisés à s'établir à une époque où les gens élargissaient leurs horizons en matière de vacances et de camping. Le fourgon Ford Thames de 762 kg de charge utile constituait une base idéale pour un camping-car, car il pouvait servir de véhicule ordinaire pendant la semaine et être utilisé pour les pique-niques ou les pauses loin de chez soi le week-end. Sa forme à peu près carrée se prêtait bien à une transformation en caravane, comme beaucoup de gens l'avaient remarqué en voyant les versions break et bus de 12 places.
Une autre vertu du véhicule était sa cylindrée. ou à 1 703 cm3, il était considérablement plus grand que ses concurrents contemporains et il était bien adapté au poids considérable de certaines des conversions en caravanes. Pour plus de commodité, une ligne de toit plus élevée était nécessaire, bien que certaines conversions utilisaient des extensions élévatrices ou pliantes pour minimiser la hauteur et le coût de déplacement.
Les conversions de Martin Walters, connues sous le nom de Dormobile, étaient autrefois synonymes du mot camping-car. En fait, avant la popularité moderne du camping-car de VW, la plupart des gens utilisaient le nom de la marque Dormobile pour décrire un camping-car. De nos jours, il est devenu populaire de louer un camping-car classique, mais parmi les nombreuses sociétés de location de camping-cars, une seule propose le Ford Thames 400E Dormobile de fabrication britannique.
M. Calthorpe (Coachbuilders) Ltd.; Airborne Service Equipment Ltd.; Kenex Coachworks Ltd.; Moortown Motors Ltd.; M.T.S. & Co. Ltd.; Peter Pitt; et Martin Walter Ltd., tous figuraient dans la brochure "Holiday Adventurers" de Ford traitant exclusivement des camping-cars.

## Rétrospection
En regardant la gamme 400E aujourd'hui, elle peut être considérée comme un maillon important dans la chaîne des modèles de fourgonnettes de Ford apparus au fil des ans. Par rapport à l'ancien E83W, il représentait un énorme pas en avant, notamment pour son moteur, sa carrosserie, son changement de vitesse, sa suspension et sa charge utile. C'était aussi un intermédiaire important, car il a fourni à ses concepteurs un nouveau concept à améliorer, et ils l'ont amélioré, comme nous le voyons en regardant son successeur. Contrairement aux camionnettes plus petites, la gamme 400E a très peu changé au cours de sa vie, ce qui était compréhensible car il n'y avait pas d'association directe avec une voiture particulière qui nécessitait un lifting constant pour satisfaire le public acheteur de voitures. La gamme a commencé et s'est terminée à peu près de la même manière, bien qu'au fur et à mesure qu'elle avançait, elle a rassemblé plus de styles de carrosserie, même le premier break de 8 places est revenu au cours des dernières années de son existence. Pour les livraisons, c'était très utile, surtout avec la porte latérale pour accéder au chargement; De plus, il était si facile de glisser sur le passage de roue latéral jusqu'au sol en une seule étape lors de la sortie de la cabine.